# Change (canção de Taylor Swift)
"Change" é uma canção da cantora e compositora estadunidense Taylor Swift, gravada para o seu segundo álbum de estúdio Fearless. Foi lançada como single em 8 de agosto de 2008 e todos os lucros obtidos foram doados para a equipe olímpica dos Estados Unidos. Parte de sua escrita ocorreu no início da carreira de Swift, quando ela assinou com a Big Machine, na época a menor gravadora de Nashville, Tennessee. A intérprete percebeu que estar em uma empresa pequena dificultaria a divulgação de seu trabalho, e que ela não teria as mesmas oportunidades de um artista contratado por uma grande corporação já consolidada no mercado fonográfico. Ela então iniciou o desenvolvimento de uma faixa onde relatava as suas esperanças de que algum dia as coisas iriam mudar para melhor. Após receber o prêmio de Horizon Award no CMA Awards, Swift começou a acreditar ainda mais na mudança de sua carreira, e assim, concluiu a composição de "Change".
Musicalmente, trata-se de uma canção de pop rock de andamento mediano, enquanto liricamente fala sobre superar os obstáculos e alcançar a vitória. Após seu lançamento, "Change" foi recebido com comentários mistos da crítica especializada, sendo que muitos criticaram os vocais da cantora, mas elogiaram os versos da faixa. A obra foi escolhida como uma das músicas oficiais dos Jogos Olímpicos de 2008, que ocorreram em Pequim, na China. O tema também foi usado pela emissora estadunidense NBC durante seus resumos diários sobre os principais acontecimentos das olímpiadas, além de ser incluída na coletânea esportiva AT&T TEAM USA Soundtrack, voltada para a torcida estadunidense. Em termos comerciais, a canção vendeu em sua primeira semana mais de 131 mil downloads digitais e atingiu a 10.ª posição na Billboard Hot 100, tornando-se no primeiro de trabalho de Swift a ficar entre os dez primeiros desta parada.
Seu vídeo musical foi dirigido por Shawn Robbins e lançado em agosto de 2008 no site da NBC. A produção retrata a artista cantando em uma catedral junto com a sua banda. Uma versão alternativa foi lançada pela NBC apresentando imagens dos melhores momentos da delegação estadunidense nas Olímpiadas. A obra recebeu várias interpretações ao vivo como parte da sua divulgação, como no CMA Music Festival e na Academy of Country Music. Também foi incluída na primeira turnê mundial da intérprete, a Fearless Tour (2009-10). Durante as apresentações dessa música nos shows, o telão do palco mostrava diversas cenas de vítimas da forte crise econômica que atingiu os Estados Unidos na época e também de desastres naturais. Conforme a canção ia chegando ao fim, o telão mostrava cenas de pessoas superando obstáculos e em triunfo.

## Antecedentes e desenvolvimento
Quando Taylor Swift assinou contrato com a Big Machine, a empresa ainda era uma gravadora nova e extremamente pequena, sendo a menor, da cidade de Nashville, Tennessee, consistindo, na época, de apenas doze funcionários, sendo Swift a primeira artista a assinar contrato com a empresa. Em algum momento, a cantora percebeu que seria difícil alcançar sucesso através de uma pequena gravadora, e que seria mais fácil se ela estivesse em uma grande corporação, já consolidada no mercado fonográfico; Swift acreditava que fazer parte de um grupo iniciante dificultaria a divulgação de seu trabalho, pois ela teria que batalhar mais para chegar ao status de fazer grandes turnês, assim como a impediria de chegar a um dia, a ser responsável pela apresentação ou performance de uma grande premiação. Além disso, como era a única artista da empresa, ela não podia pedir favores e só tinha como artifício se incentivar a ter esperança de que esta situação iria mudar algum dia. A intérprete descreveu este cenário como uma "subida íngreme", e disse:
| “ | Quando é que nós vamos ter uma oportunidade de lutar? Estamos na menor gravadora de Nashville, porém não queremos que isso seja ruim. Eu escrevi o início da canção, e pensei que algum dia as coisas iriam ser diferentes. Eu terminei a música na noite em que ganhei o prêmio de Horizon Award no CMA Awards, quando olhei o presidente de minha minúscula, pequena gravadora, chorando. | ” |

Depois de tranquilizar a si mesma e acreditar que no futuro as coisas seriam diferentes, a cantora começou a escrever uma faixa que viria a se chamar "Change". Primeiramente, ela escreveu alguns versos da obra e, logo depois, deu uma pausa no desenvolvimento da canção, esperando por um evento marcante que lhe desse inspiração para desencadear a conclusão da música. Logo depois, Swift venceu a categoria Horizon Award, da edição de 2007 da Country Music Association Awards. — cerimônia importante voltada para a música country — Durante o discurso, ela viu o presidente de sua gravadora, chorando de emoção. Segundo a cantora, foi após esses eventos que ela acreditou mais ainda na mudança, terminando de escrever "Change": "[...] eu sabia que não podia terminar [de escrever] a música até algo parecido acontecer comigo. Foi absolutamente a noite mais incrível da minha vida, chegando a ver a emoção de todas as pessoas que trabalharam tão duro por mim".
A canção foi gravada em estúdio em dezembro de 2007, quando ela já estava mais confiante sobre seu futuro como artista. Alguns meses depois, a rede de televisão estadunidense, National Broadcasting Company (NBC) pediu para Swift se apresentar nos Jogos Olímpicos de 2008, que ocorreu em Pequim, na China, como apoio à equipe dos Estados Unidos. No entanto, ela não pode viajar ao país-sede, pois estava em turnê naquele período. Em vez disso, o pai da cantora sugeriu "Change" como tema para o evento. Desde então, a faixa, que falava sobre a esperança de Swift em mudanças, foi usada nos resumos diários que a NBC fazia em suas transmissões, sobre os principais acontecimentos dos jogos. A música foi divulgada em agosto de 2008, antes do lançamento de Fearless, segundo álbum de estúdio de Swift, onde "Change" foi incluída. "Eu escrevi 'Change' como uma história de underdog. É meio louco pensar que os Jogos Olímpicos escolheu esta como uma das canções tocadas durante os eventos", disse a cantora. Mais tarde, o tema foi inserido no AT&T Team USA Soundtrack (2008), uma coletânea musical esportiva com músicas voltadas para a torcida estadunidense. A faixa também foi lançada como um single promocional em 8 de agosto de 2008, através da iTunes Store. Todos os lucros obtidos com o trabalho foram doados para a equipe olímpica dos Estados Unidos.

## Composição
"Change" é uma canção de pop rock com uma duração de quatro minutos e quarenta segundos. Suas letras falam sobre superar os obstáculos e alcançar o triunfo, enquanto retrata a intérprete declarando esperanças de um futuro melhor. Está centrada no conceito de superar as expectativas impostas pelos outros e as limitações que eles estabelecem. Segundo Dave Healton do PopMatters, a canção transforma a noção de coragem e determinação presente na faixa "Fearless" em um movimento não especificado. Ele também comentou que o tema possui em seus versos, "uma chamada particularmente genérica para a mudança, em que você não sabe bem o que ela [Swift] quer mudar", além de afirmar que a cantora aborda as mudanças de forma universal, como se tivesse convidando pessoas que se sintam injustamente menosprezadas a se relacionarem com a faixa. Jody Rosen da Rolling Stone notou um tom político na música, devido aos trechos em que Swift canta: "Estas paredes que eles colocaram para nos segurar caíram / Esta é uma revolução, jogue suas mãos para cima / Porque nós nunca nos entregamos". De acordo com a partitura publicada pela companhia de composições Sony/ATV Music Publishing, "Change" está escrita na tonalidade de fá maior e no tempo de assinatura comum, contando ainda com um andamento moderado infundido no metrônomo de cem batidas por minuto. O alcance vocal da artista varia entre a nota fá de três oitavas e a nota si bemol de quatro.

## Recepção da crítica
Após seu lançamento, "Change" recebeu comentários mistos da crítica especializada. Jonathan Keefe da Slant Magazine não ficou impressionado com os vocais da artista, afirmando que eles apresentavam tons nasais desagradáveis e finos. Keefe também comentou que muitas vezes a voz da cantora soava de forma "rachada", e para ele, isso impediu a canção de se tornar um hino. Jody Rosen da revista Rolling Stone disse que "Change" podia ser interpretado como um "hino vagamente político", devido aos versos que falam sobre mudanças. Rosen também observou que a obra possuí diversos pronunciamentos sobre revolução e um refrão monótono de 'aleluias'. Já Dave Helton do PopMatters comparou "Change" com "Long Live", canção de Swift, presente no disco Speak Now (2010). O motivo desta comparação é porque ambas as músicas são as últimas na lista de faixas de seus respectivos álbuns; Helton comentou: "Há algo realmente genérico sobre essas [duas] canções, embora a qualidade seja a pedra fundamental para um hino". O crítico também escreveu que a canção poderia soar de forma atraente para diversos públicos, contanto que eles sintam-se reprimidos por algum cenário de suas vidas. Escrevendo para o site Leeds Music Scene, Michael Botsford disse que "Change" não estava à alturas das outras faixas de Fearless, dizendo que a mesma soava como uma "canção preguiçosa de Kelly Clarkson".

## Divulgação

### Vídeo musical

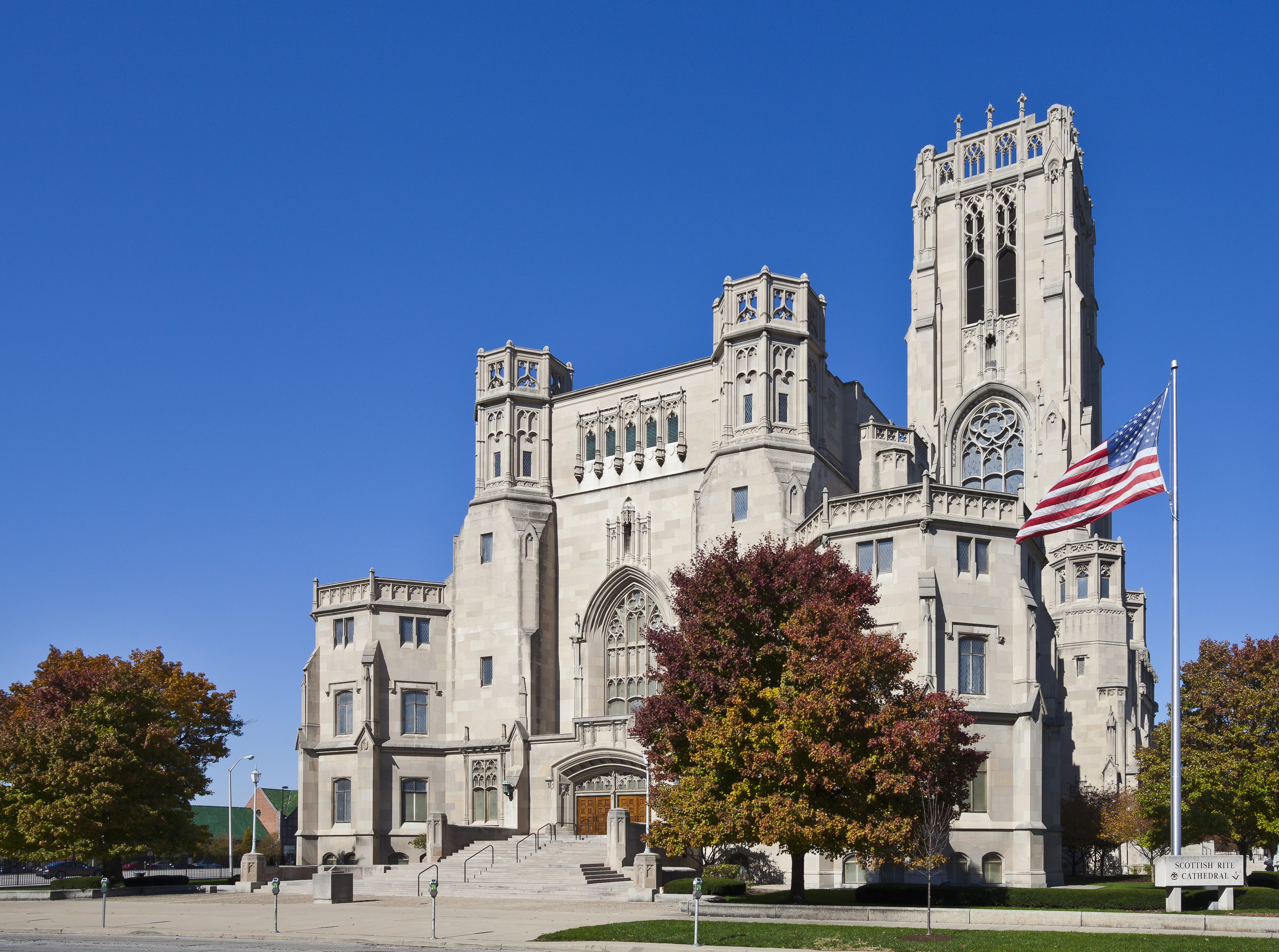
Exterior da Scottish Rite Cathedral, onde o videoclipe de "Change" foi gravado.

O vídeo musical acompanhante para "Change" foi dirigido por Shawn Robbins. Foi filmado em um salão de festas da catedral Scottish Rite Cathedral, localizada na cidade de Indianápolis, Indiana. A produção se inicia com um foco na janela de vitral da catedral, transitando rapidamente para uma cena de Swift tocando no local com a sua banda. Usando um vestido de cocktail branco e botas pretas de cowboy, a artista passa quase o clipe inteiro cantando no local. Os membros de sua banda, estão usando roupas semi-casuais e tocando instrumentos, como um baixo, uma bateria e diversas guitarras. À medida que o vídeo avança, a intérprete é vista dançando e caminhando pelo local. A produção também apresenta cenas intercortadas da artista em um fundo preto, iluminado por luzes cintilantes de cores rosas, azuis e brancas. A trama chega ao fim com Swift olhando para a câmera e voltando em direção à sua banda. O vídeo musical foi lançado para download digital na iTunes Store, chegando a atingir a 13.ª posição na lista dos clipes mais comprados da loja. Uma versão alternativa e não-oficial do videoclipe foi divulgada, apresentando imagens da delegação olímpica dos Estados Unidos nos Jogos Olímpicos de 2008. Ambas as versões do vídeo musical foram lançadas no site da NBC em agosto de 2008.

### Apresentações ao vivo

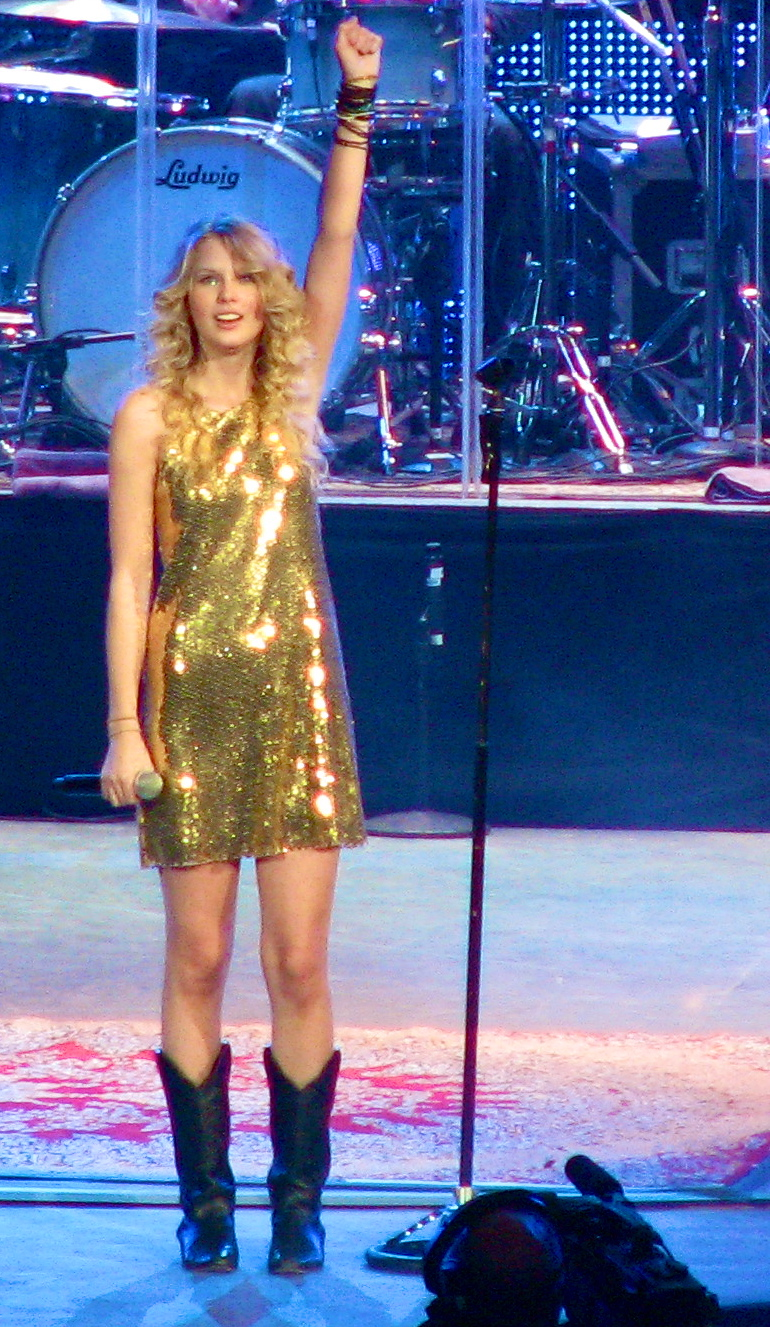
Taylor Swift em uma de suas apresentações para "Change".

Uma das primeiras apresentações de "Change" foi no AOL Sessions. Desde então, a artista se apresentou com a faixa em programas e eventos como no Studio 330 Sessions, no CMA Music Festival de 2009, no V Festival de 2009, e no concerto australiano de caridade Sydney Sound Relief. A primeira performance televisionada da canção ocorreu na edição de 2010 do Academy of Country Music Awards, uma premiação anual de música country, que ocorreu em Las Vegas. Na ocasião, Swift se apresentou com um longo vestido branco, e cantou em um elevador suspenso de frente para a multidão. A artista sobrevoou o palco da premiação pelo elevador, e ao aterrissar no chão, tirou seu vestido branco, revelando ao público que estava usando um outro vestido preto por baixo. Ovacionada pela multidão, Swift caminhou em direção ao palco de apresentação, e terminou seu número cantando junto com um coro de adolescentes. Ao terminar de interpretar "Change", Swift se jogou na multidão, terminando sua apresentação sendo ovacionada novamente pelo público. A faixa também foi incluída na primeira turnê mundial da intérprete, a Fearless Tour. Durante seus shows, a cantora se apresentava com "Change" usando um vestido prateado e botas de couro. Em seus espetáculos, ela afirmava: "Tem sido um ano difícil", referindo-se principalmente à forte crise econômica que na época atingia os Estados Unidos. Durante as performances desta música, o telão do palco mostrava imagens de vítimas de desastres econômicos e naturais. Conforme a canção ia chegando ao fim, no último refrão, Swift dizia: "As coisas voltam ao seu redor", e, em seguida, cenas de triunfo e vitória eram mostradas no telão do palco. Craig Rosen do The Hollywood Reporter, que assistiu ao concerto da artista na arena Staples Center, de Los Angeles, Califórnia, em 22 de maio de 2009, comentou: "Foi muito simplista e um pouco ingênua, mas ainda é difícil não se emocionar". Jon Pareles do The New York Times disse que Swift ofereceu ao público um pensamento otimista, com o espetáculo que assistiu, em 27 de agosto de 2009 no Madison Square Garden, Nova York.

## Faixas e formatos
"Change" foi lançada digitalmente em 8 de agosto de 2008, contendo apenas uma faixa.
| Download digital |          |         |  |
| N.º              | Título   | Duração |  |
| 1.               | "Change" | 4:40    |  |

## Desempenho nas paradas musicais
Em 30 de agosto de 2008, "Change" estreou na décima posição da Billboard Hot 100, principal parada musical dos Estados Unidos, que lista as cem canções mais vendidas e tocadas a cada semana no país. Sua estreia nesta colocação se deveu aos mais de 131 mil downloads pagos vendidos nos EUA, em sua primeira semana. Esta marca fez com que "Change" se tornasse na época, na música de Swift que mais vendeu rapidamente em sua estreia, além de ser o primeiro trabalho da cantora a ficar entre os dez primeiros colocados da Billboard Hot 100. Entretanto, nos dias seguintes, as vendas da faixa caíram bruscamente. Em sua segunda semana, por exemplo, a obra ficou no posto de número 39, e na terceira semana, caiu para a última posição, a de número 100, tornando-se na sua última listagem nesta parada musical. "Change" é uma das treze canções de Fearless que se posicionaram entre os quarenta primeiros da Billboard Hot 100, sendo um recorde para um único álbum conseguir tantas canções no top 40. O tema também apareceu em compilações genéricas. Na Country Songs, que lista as músicas mais tocadas nas rádios desse gênero, o single chegou ao 57.º lugar, além de atingir o 21.º na Pop Songs, este último voltado apenas para música pop. Mais tarde, foi certificado com o disco de ouro pela Recording Industry Association of America, devido às mais de 500.000 cópias vendidas em território estadunidense. Por ter sido lançada apenas nos Estados Unidos, "Change" só foi listada nas paradas musicais desse país.
| Parada musical (2008)                    | Melhor posição |
| ---------------------------------------- | -------------- |
| Estados Unidos - Billboard Hot 100       | 10             |
| Estados Unidos - Billboard Country Songs | 57             |
| Estados Unidos - Billboard Pop Songs     | 21             |

| Estados Unidos (RIAA)                                                | Ouro | + 500.000^ |
| ^ Número de vendas definido com base apenas no nível de certificação |      |            |

## Change (Taylor's Version)
Em 11 de fevereiro de 2021, Swift anunciou no programa de televisão Good Morning America que uma versão regravada de "Change", intitulada "Change (Taylor's Version)", seria lançada em 9 de abril de 2021 como a primeira faixa de Fearless (Taylor's Version), a versão regravada de Fearless.